# Exochus coronatus
Exochus coronatus är en stekelart som beskrevs av Johann Ludwig Christian Gravenhorst 1829. Exochus coronatus ingår i släktet Exochus och familjen brokparasitsteklar. Utöver nominatformen finns också underarten E. c. meridionator.